# سامسوناوانک
سامسوناوانک (ارمنی: Սամսոնավանք; انگلیسی: Samsonavank) یک صومعه حواری ارمنی واقع در روستای کیرانتس، در استان تاووش، ارمنستان می‌باشد. ساخت و ساز این ساختمان بین سده‌های ۱۲ام تا ۱۳ام میلادی؛ به پایان رسید. این بنا به سبک ارمنی طراحی شده‌است.

## نگارخانه

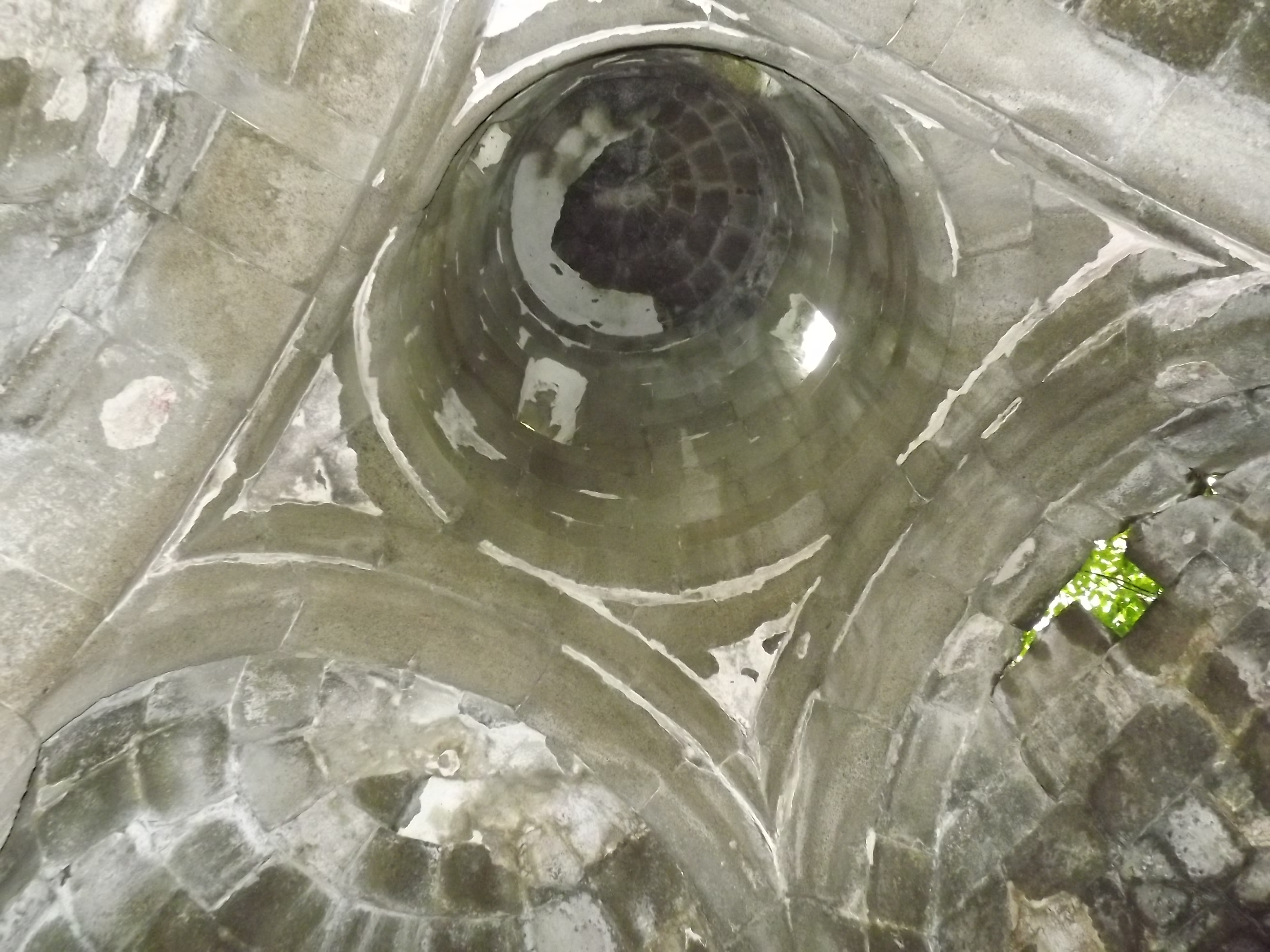
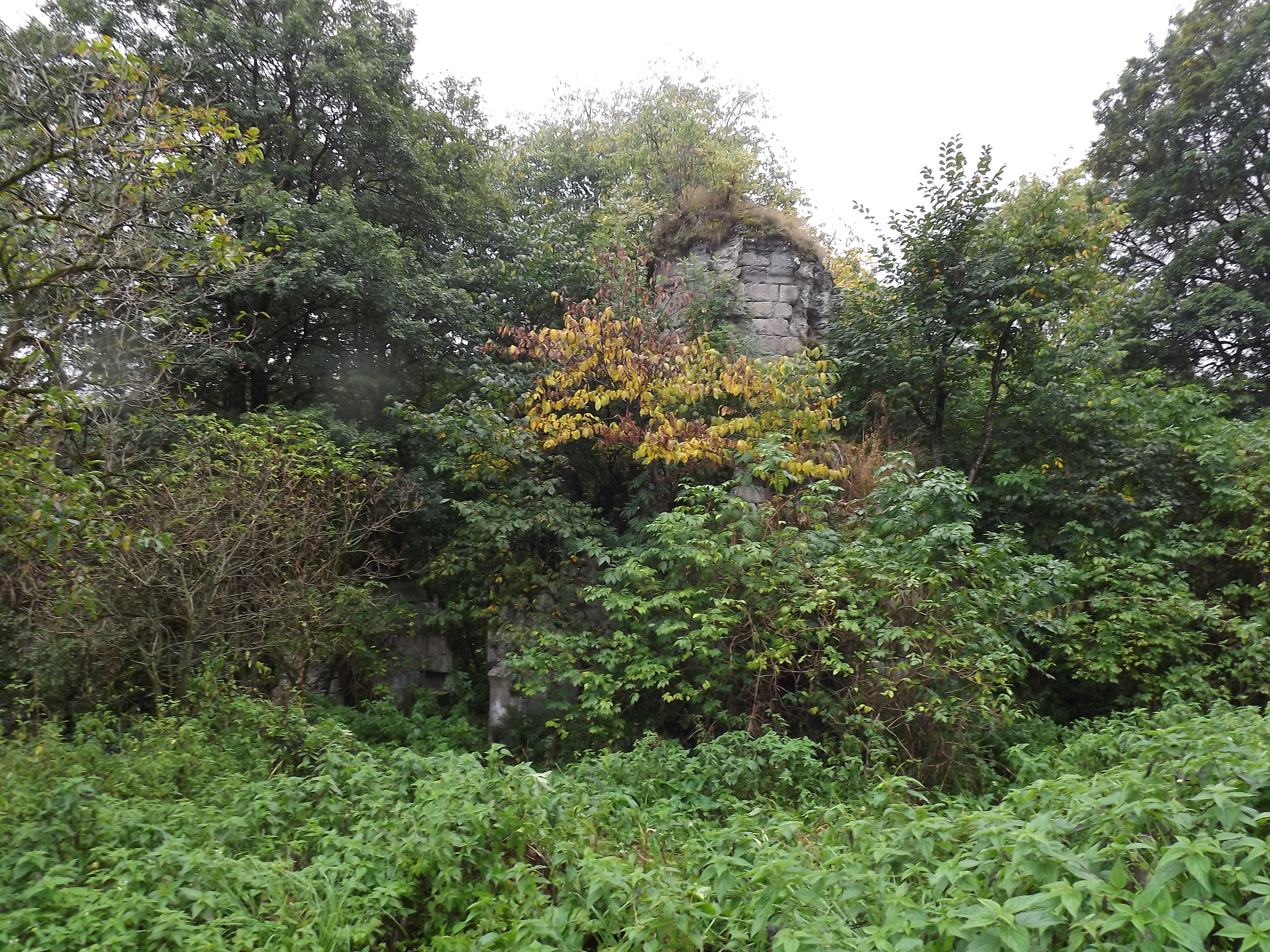